# Eurytoma hebes
Eurytoma hebes är en stekelart som beskrevs av Bugbee 1973. Eurytoma hebes ingår i släktet Eurytoma och familjen kragglanssteklar. Inga underarter finns listade i Catalogue of Life.